# くろしお (潜水艇)
くろしおは、北海道大学水産学部が所有していた有人小型潜水調査船。総潜航回数は729回。

## 概要
1949年に北海道大学水産学部の井上直一が中谷宇吉郎からの潜水調査のアドバイスをきっかけに潜水装置保有の構想を提唱し、前後して渋沢敬三ら政財界の大物らで後援会を組織し約600万円の建造費を調達し旧日本海軍で潜水艦設計を手掛けていた緒明亮乍の設計により1951年に竣工。日本初の学術調査目的で建造された潜水艇となった。船体は酸化鉄2回塗りの上表面は海中生物への影響を与えない濃紺色とし、海上の母船「おしょろ丸」との間に電源供給と通信用のケーブルで結ぶ形式で、水深200メートル程度の大陸棚の漁場調査を目的に10時間以上の潜水を可能とし井上が建造を主導し自ら操縦を行い381回の潜水調査を行った。本船が採用したアンビリカルケーブル方式は現代でも世界の無人潜水探査機に採用されている。

### くろしお2号
1960年には耐圧殻を転用して大改造を行い自航式の「くろしお2号」として竣工、給電ケーブルを200mから600mに延長、安定した岩石サンプルの採取が可能なボーリング機を搭載し、348回の潜水調査を実施。予算不足や船舶安全法の規制強化に伴い1971年に引退し1979年に北海道立青函トンネル記念館に引き取られた。

## 主な調査
- 北海道近海での漁場調査[1][3]
- 青函トンネル海底ボーリング調査（1960年）[1]
- 戦艦陸奥観察調査（1961年）[1]